# The Island of Doctor Agor
The Island of Doctor Agor è un cortometraggio del 1971 scritto, diretto e doppiato dal regista Tim Burton, all'età di tredici anni. Il film è tratto dalla storia L'isola del dottor Moreau di Herbert George Wells e riadattata da Tim Burton.
Il film fu ripreso con una cinepresa Super 8, con l'aiuto di vari amici del regista ed utilizzando come esterni lo zoo di Los Angeles e le spiagge di Malibù.

## Trama
Il dottor Agor trova la morte per annegamento per mano di un essere mostruoso, metà uomo e metà animale, che ha creato lui stesso.